# Rimogne
Rimogne – miejscowość i gmina we Francji, w regionie Grand Est, w departamencie Ardeny.
Według danych na rok 1990 gminę zamieszkiwały 1323 osoby, a gęstość zaludnienia wynosiła 351 osób/km².

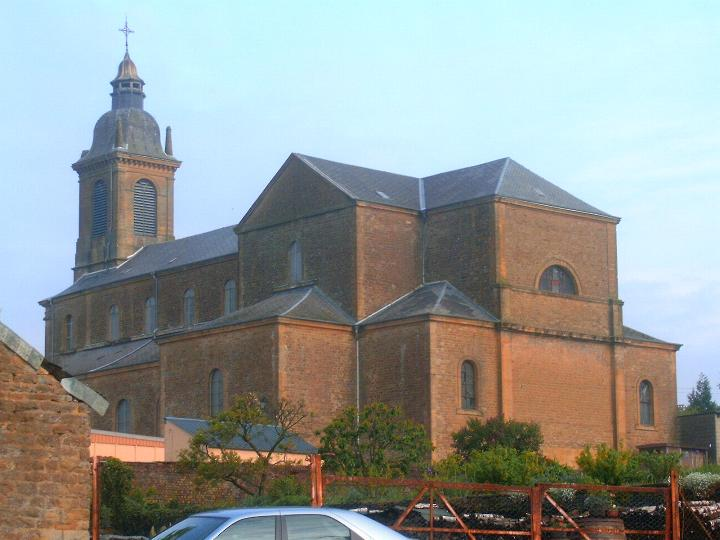
Kościół w Rimogne, 2003